# サカラヴァ人

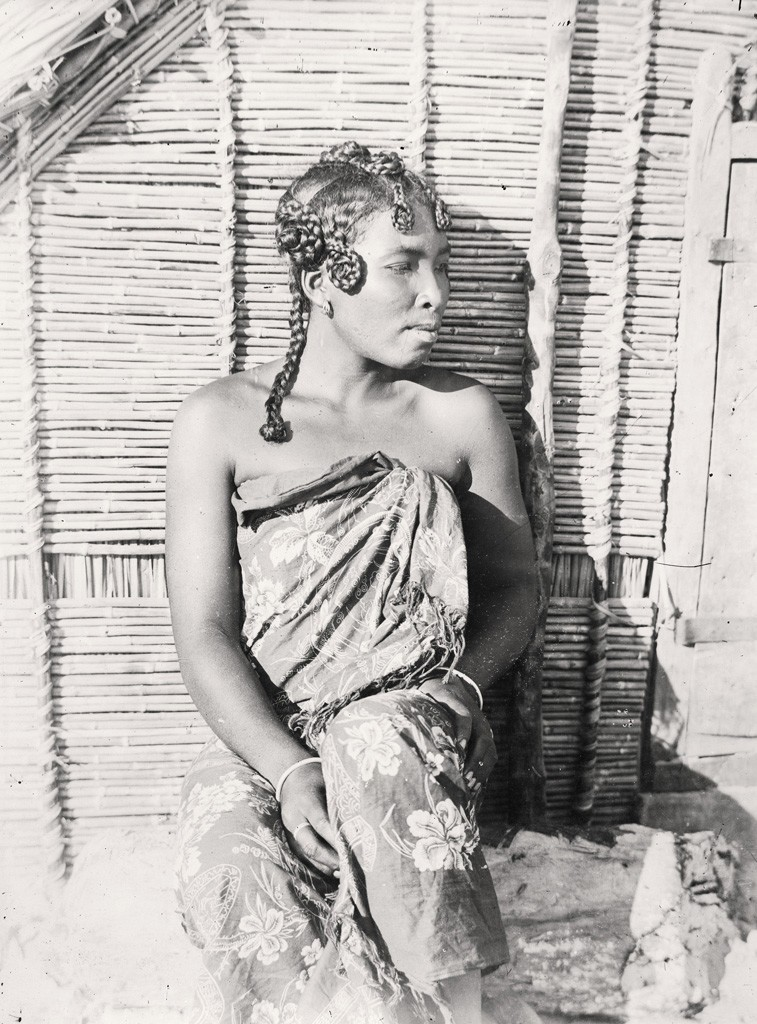
サカラヴァ人の女性

サカラヴァ人（Sakalava）は、マダガスカルの民族。人口約70万人。マダガスカル西部海岸に住み、主にマハジャンガ州及びトゥリアラ州北部に居住する。マダガスカルで5番目に大きな民族グループであるが、居住地域はマダガスカル各民族中最も大きい。サカラヴァとは「長い渓谷に住む人々」という意味である。。
サカラヴァ人は16世紀ごろ、マルセラナ王朝のもとで西部海岸全域を支配し、メナベ王国とブイナ王国の二つの王国を築いて奴隷交易などの貿易の利権を握って繁栄したが、やがて中央高原のメリナ王国に押されて衰退した。乾燥した草原地帯を領域とするため、主に牛の牧畜を生業とし高い価値を置くが、農耕や漁業をおこなうサブグループもある。